# Adé Liz
Adé Liz (Zagné, XX secolo) è una cantante ivoriana naturalizzata francese con sede in Francia. Nata nella Costa d'Avorio occidentale da una madre cantante tradizionale, si è trasferita a Parigi nel 1982, dove ha vinto il Premio César per la migliore canzone ivoriana nel 1987 con Kéhi. Nel 1990 il Jeunes Journalistes Blacks à Paris "JJBP" le ha assegnato il Prix de la Révélation. Nel 1991, l'uscita del suo album Deka si è fatta un nome nella comunità afro-caraibica di Panama.
Nel 2008 ha pubblicato una compilation dei suoi migliori successi e una nuova canzone intitolata Nahi. L'anno successivo ha ricevuto il premio come miglior artista ivoriano in Francia.

## Biografia
Liz è nata a Zagné nel Dipartimento di Guiglo, nella Costa d'Avorio occidentale. È cresciuta in una famiglia di grandi appassionati di musica, sua madre era una cantante di musica tradizionale. Ha sviluppato i suoi talenti canori sotto la guida del maestro di coro Pedro Wognin.

## Carriera
Liz lasciò la Costa d'Avorio nel 1982 e si stabilì a Parigi, dove incontrò la cantante Rose Bâ e fece conoscenza con numerosi musicisti africani. Tre anni dopo pubblicò il suo album di debutto, Mlen Gniniè, arrangiato da Sammy Massamba. Nel 1987, con Kéhi, ha vinto il Premio César per la migliore canzone ivoriana.
Liz ha iniziato a fare tournée negli Stati Uniti, Germania, Belgio, Italia e Burkina Faso. Nel 1990 il Jeunes Journalistes Blacks à Paris "JJBP" le ha assegnato il Prix de la Révélation. Quell'anno si è esibita in occasione del 13º anniversario di Viva La Musica al teatro Bataclan di Parigi.
Nel 1991 l'album Deka le ha garantito la fama nella comunità afro-caraibica di Panama. Quell'anno il New African dichiarò che lei era "uno dei nuovi intrattenitori africani che stanno rompendo il mito che circonda musicisti come Aicha Kone e Rene Pelaige. È una stella nascente e merita una menzione".
Ha pubblicato la canzone Amour nel 2006, arrangiata da Joss Inno. Nel 2008 ha pubblicato una compilation dei suoi migliori successi e una nuova canzone intitolata Nahi. Nel 2009 Liz ha vinto il premio per la migliore artista ivoriana in Francia.

## Discografia
- Mlen gniniè (1985)
- Kéhi (1987)
- Déka (1991)
- Doubla (1998)
- À toi (2006)
- Best of (2008)
- Ahé déhé (2005)